# Старчанка
Старчанка (рос. Старчанка) — річка в Україні, у Пулинському районі Житомирської області на Поліссі. Ліва притока Печеринки (басейн Дніпра).

## Опис
Довжина річки приблизно 9,96 км, найкоротша відстань між витоком і гирлом — 8,99  км, коефіцієнт звивистості річки — 1,11 . На мапі помилково значиться Печеринка.

## Розташування
Бере початок між селами Будище та Бабичівка. Тече переважно на південний схід через Ялинівку та Поплавка і на східній стороні від Колодіївки впадає у річку Печеринку, праву притоку Кам'янки.

## Історія
- У XIX столітті річка протікала через колонію Єрузалимку та село Старчанку[1][3].